# Песма над песмама (филм)
Песма над песмама (енгл. The Song of Songs) америчка је филмска романтична драма у режији Рубена Мамулијана из 1933. Сценарио је заснован на истоименом немачком роману Хермана Судермана и истоименој позоршној драми Едварда Шелдона. У средишту заплета је Лили, наивна и млада провинцијалка, која након смрти оца долази да живи код тетке у Берлину. У Берлину упознаје вајара у кога се заљубљује и чији постаје модел за скулптуру наге девојке настале на основу лика из библијске Песме над песмама. 
Песма над песмама је први амерички филм са Марленом Дитрих који није режирао Јозеф фон Стернберг. Пошто је смимљен у последњој години пред доношење строгих моралних холивудских правила, Мамулијан је могао да прикаже крупне кадрове Марлениних откривених ногу, да задржи низ двосмислених дијалога у сценарију и да се визуелно поиграва нагом статуом извајаној према узору тела саме глумице. Дитрих је у филму отпевала енглески препев песме Џони (Johnny), који је постао велики хит и једна од њених познатијих песама.
Ово је трећа и прва звучна филмска адаптација некадашњег популараног Судермановог романа. Прва истоимена верзија снимљена је 1914. са Елси Фергунсон, док је друга адаптација под именом Лили у прашини снимљена 1924. у којем је главну улогу тумачила Пола Негри. Оба ова нема филма се данас сматрају изгубљеним.

## Улоге
| Глумац          | Улога              |
| --------------- | ------------------ |
| Марлен Дитрих   | Лили Цепанек       |
| Брајан Ахерн    | Ричард Валдов      |
| Лајонел Атвил   | барон фон Мерцбах  |
| Алисон Скипворт | госпођа Расмусен   |
| Харди Олбрајт   | Волтер фон Прел    |
| Хелен Фриман    | госпођица Швертфег |